# Mistrzostwa Polski Seniorów w Lekkoatletyce 1949
25. Mistrzostwa Polski Seniorów w Lekkoatletyce – zawody sportowe, które rozgrywane były w dniach 23–24 lipca 1949 roku w Gdańsku na Stadionie Lechii Gdańsk (konkurencje męskie) i w dniach 30–31 lipca 1949 roku w Łodzi na Stadionie ŁKS (konkurencje kobiece).

## Rezultaty
| NR – rekord Polski \| SB – najlepszy wynik w sezonie \| PB – rekord życiowy |

### Mężczyźni
| Konkurencja                   | 1. miejsce                                                              | Rezultat   | 2. miejsce                                                                              | Rezultat | 3. miejsce                                                                  | Rezultat |
| Bieg na 100 m                 | Zygmunt Buhl AZS Szczecin                                               | 10,9       | Emil Kiszka Lignoza Krywałd                                                             | 10,9     | Zdobysław Stawczyk AZS Poznań                                               | 11,0     |
| Bieg na 200 m                 | Zdobysław Stawczyk AZS Poznań                                           | 22,2       | Zygmunt Buhl AZS Szczecin                                                               | 22,3     | Artur Będkowski Włókniarz Sosnowiec                                         | 23,1     |
| Bieg na 400 m                 | Gerard Mach Budowlani Lechia Gdańsk                                     | 50,6       | Leon Statkiewicz Spójnia Warszawa                                                       | 50,8     | Aleksander Puchowski Gedania Gdańsk                                         | 51,8     |
| Bieg na 800 m                 | Leon Statkiewicz Spójnia Warszawa                                       | 1:57,0     | Roman Korban Spójnia Gdańsk                                                             | 1:59,6   | Tadeusz Bartecki Związkowiec Warta Poznań                                   | 2:00,2   |
| Bieg na 1500 m                | Tadeusz Kwapień Gwardia Wisła Kraków                                    | 4:08,2     | Tadeusz Wideł Ogniwo Kraków                                                             | 4:09,8   | Edmund Potrzebowski AZS Szczecin                                            | 4:10,4   |
| Bieg na 5000 m                | Jan Kielas Budowlani Gdańsk                                             | 15:25,4    | Zbigniew Boczar Gwardia Wisła Kraków                                                    | 15:32,8  | Tadeusz Kwapień Gwardia Wisła Kraków                                        | 15:43,8  |
| Bieg na 10 000 m              | Edward Więcek Gwardia Wisła Kraków                                      | 33:38,0    | Alfons Płotkowiak Związkowiec Poznań                                                    | 33:42,0  | Józef Jurzak Kolejarz Bielsko                                               | 33:56,0  |
| Maraton                       | Stanisław Głuszcz Ogniwo Warszawa                                       | 3:14:45 SB | Antoni Piotrowski Kolejarz Poznań                                                       | 3:19:37  | Edwin Kozera Kolejarz Poznań                                                | 3:19:55  |
| Bieg na 110 m przez płotki    | Edward Adamczyk Kolejarz Poznań                                         | 15,6 SB    | Aleksander Ogłoblin Ogniwo Warszawa                                                     | 16,0     | Wilhelm Wilczek Lignoza Krywałd                                             | 16,1     |
| Bieg na 400 m przez płotki    | Włodzimierz Puzio Ogniwo Kraków                                         | 57,4       | Zdzisław Wdowczyk Chemia Łódź                                                           | 58,0     | Adam Piechura AZS Wrocław                                                   | 58,6     |
| Bieg na 3000 m z przeszkodami | Jan Kielas Budowlani Lechia Gdańsk                                      | 9:36,2     | Andrzej Biernat Gwardia Wisła Kraków                                                    | 9:54,6   | Roman Czajkowski Ogniwo Warszawa                                            | 10:20,4  |
| Sztafeta 4 × 100 m            | Budowlani Gdańsk Henryk Mach Józef Nierzwicki Jerzy Rabenda Gerard Mach | 45,1       | Lignoza Krywałd Wilhelm Wilczek Józef Szymura Waldemar Hałupka Emil Kiszka              | 45,1     | AZS Poznań Jan Skałbania Cyryl Adamski Ludwik Dziewolski Zdobysław Stawczyk | 45,2     |
| Sztafeta 4 × 400 m            | Budowlani Gdańsk Henryk Mach Jan Wenta Jerzy Rabenda Gerard Mach        | 3:31,6     | Spójnia Gdańsk Krzysztof Kostyrko Włodzimierz Cłapiński Andrzej Kasprzycki Roman Korban | 3:33,5   | AZS Wrocław Andrzej Lipiec Stefan Dziel Tadeusz Burka Jan Bąkowski          | 3:35,0   |
| Skok wzwyż                    | Jan Skałbania AZS Kraków                                                | 1,89 SB    | Stanisław Brzozowski Spójnia Warszawa                                                   | 1,89 SB  | Jerzy Siemiątkowski Gwardia Bydgoszcz                                       | 1,75     |
| Skok o tyczce                 | Antoni Morończyk Ogniwo Warszawa                                        | 3,86 SB    | Marian Małecki Spójnia Wrocław                                                          | 3,50     | Andrzej Krzesiński Spójnia Gdańsk                                           | 3,50     |
| Skok w dal                    | Edward Adamczyk Kolejarz Poznań                                         | 7,20       | Emil Kiszka Lignoza Krywałd                                                             | 7,05     | Dominik Sucheński AZS Wrocław                                               | 6,98     |
| Trójskok                      | Marian Hoffmann Kolejarz Katowice                                       | 14,49      | Wacław Kuźmicki Włókniarz Łódź                                                          | 13,97    | Tadeusz Krzyżanowski Spójnia Gdańsk                                         | 13,61    |
| Pchnięcie kulą                | Mieczysław Łomowski Budowlani Lechia Gdańsk                             | 15,27      | Tadeusz Prywer Włókniarz Łódź                                                           | 14,45    | Tadeusz Krzyżanowski Spójnia Gdańsk                                         | 14,40    |
| Rzut dyskiem                  | Mieczysław Łomowski Budowlani Lechia Gdańsk                             | 45,70      | Karol Hoffmann AZS Poznań                                                               | 43,10    | Henryk Praski Górnik Zabrze                                                 | 41,16    |
| Rzut młotem                   | Bogdan Masłowski Gwardia Bydgoszcz                                      | 49,18      | Szczepan Sobota Kolejarz Katowice                                                       | 42,74    | Stefan Sobecki Kolejarz Toruń                                               | 41,96    |
| Rzut oszczepem                | Herbert Szendzielorz Lignoza Krywałd                                    | 55,42      | Zygmunt Szelest Ogniwo Warszawa                                                         | 53,50    | Edmund Sumiński AZS Poznań                                                  | 53,06    |

### Kobiety
| Konkurencja               | 1. miejsce                           | Rezultat | 2. miejsce                            | Rezultat | 3. miejsce                          | Rezultat |
| Bieg na 60 m              | Mieczysława Moder AZS Łódź           | 7,9      | Krystyna Kowalska Kolejarz Toruń      | 7,9      | Maria Adamska AZS Poznań            | 8,1      |
| Bieg na 100 m             | Mieczysława Moder AZS Łódź           | 12,7     | Gertruda Gębolis Związkowiec Katowice | 13,1     | Jadwiga Słomczewska ŁKS Łódź        | 13,3     |
| Bieg na 200 m             | Genowefa Cieślik Lechia Poznań       | 26,5     | Jadwiga Słomczewska ŁKS Łódź          | 27,0     | Felicja Orsztynowicz Kolejarz Toruń | 27,8     |
| Bieg na 500 m             | Rita Milewska LZS Żurawica           | 1:23,6   | Elżbieta Bocian Budowlani Gdańsk      | 1:24,9   | Anna Borkowska Czarni Wrocław       | 1:26,3   |
| Bieg na 80 m przez płotki | Janina Gościniak Kolejarz Toruń      | 13,0     | Leokadia Penners Kolejarz Gdańsk      | 13,6     | Janina Peska ŁKS Łódź               | 13,7     |
| Sztafeta 4 × 100 m        | Spójnia Grudziądz                    | 53,2     | Gwardia Wisła Kraków                  | 54,5     | Budowlani Lechia Gdańsk             | 54,5     |
| Skok wzwyż                | Danuta Ronczewska Czarni Wrocław     | 1,45     | Zofia Leszner AZS Poznań              | 1,40     | Maria Paszke Ogniwo Wrocław         | 1,40     |
| Skok w dal                | Mieczysława Moder AZS Łódź           | 5,12     | Genowefa Cieślik Lechia Poznań        | 5,07     | Krystyna Kowalska Kolejarz Toruń    | 5,04     |
| Pchnięcie kulą            | Magdalena Breguła Pogoń Katowice     | 11,79    | Jadwiga Konik Kolejarz Kraków         | 11,12    | Irena Klimowska Kolejarz Kraków     | 9,90     |
| Rzut dyskiem              | Irena Dobrzańska Kolejarz Warszawa   | 37,94    | Jadwiga Konik Kolejarz Kraków         | 35,82    | Janina Drzewiecka Kolejarz Gdańsk   | 35,23    |
| Rzut oszczepem            | Helena Stachowicz Związkowiec Kraków | 36,84    | Melania Sinoracka Kolejarz Toruń      | 36,77    | Jadwiga Konik Kolejarz Kraków       | 35,98    |

## Chód na 50 kilometrów
Mistrzostwa Polski w chodzie na 50 kilometrów mężczyzn rozegrano 28 sierpnia w Katowicach.
| Konkurencja   | 1. miejsce                          | Rezultat     | 2. miejsce                       | Rezultat  | 3. miejsce                        | Rezultat     |
| Chód na 50 km | Edmund Kaczmarek Związkowiec Olesno | 5:04:12,0 SB | Jan Filipek Związkowiec Katowice | 5:09:30,0 | Stanisław Głuszcz Ogniwo Warszawa | 5:10:17,0 PB |

## Wieloboje
Mistrzostwa w pięcioboju mężczyzn i trójboju kobiet zostały rozegrane 28 sierpnia w Katowicach, a w dziesięcioboju mężczyzn i pięcioboju kobiet 15 i 16 października w Lublinie.

### Mężczyźni
| Konkurencja   | 1. miejsce                     | Rezultat     | 2. miejsce                      | Rezultat  | 3. miejsce                 | Rezultat  |
| Pięciobój     | Alfons Małecki Spójnia Wrocław | 2803 pkt.    | Andrzej Walczak Kolejarz Rawicz | 2751 pkt. | Edmund Sumiński AZS Poznań | 2621 pkt. |
| Dziesięciobój | Alfons Małecki Spójnia Wrocław | 5730 pkt. SB | Bolesław Pachół AZS Szczecin    | 5353 pkt. | Lech Nowak AZS Wrocław     | 5352 pkt. |

### Kobiety
| Konkurencja | 1. miejsce                      | Rezultat       | 2. miejsce                               | Rezultat    | 3. miejsce                      | Rezultat    |
| Trójbój     | Maria Paszke Ogniwo Wrocław     | 132 pkt.       | Stefania Gallus Górnik Zabrze            | 115 pkt.    | Michalina Piwowar Stal Katowice | 108 pkt.    |
| Pięciobój   | Magdalena Breguła Stal Katowice | 209,75 pkt. SB | Genowefa Cieślik Włókniarz-Lechia Poznań | 179,50 pkt. | Michalina Piwowar Stal Katowice | 127,75 pkt. |

## Biegi przełajowe
21. mistrzostwa Polski w biegach przełajowych rozegrano 9 października w Białymstoku. Kobiety rywalizowały na dystansie 2,2 kilometra, a mężczyźni na 7 km.

### Mężczyźni
| Konkurencja            | 1. miejsce                  | Rezultat | 2. miejsce                   | Rezultat | 3. miejsce                     | Rezultat |
| Bieg przełajowy (7 km) | Jan Kielas Budowlani Gdańsk | 23:42,2  | Wiktor Kramek Gwardia Lublin | 23:58,0  | Andrzej Biernat Gwardia Kraków | 24:42,0  |

### Kobiety
| Konkurencja              | 1. miejsce                  | Rezultat | 2. miejsce                    | Rezultat | 3. miejsce                     | Rezultat |
| Bieg przełajowy (2,2 km) | Pelagia Wójcik LZS Żurawica | 12:10,3  | Maria Jajkiewicz LZS Żurawica | 12:11,8  | Helena Styczyńska LZS Żurawica | 12:20,4  |

## Sztafety 4×200metrów, 3×1000metrów, olimpijska i szwedzka
Rywalizacja mistrzowska w sztafecie 4 × 200 metrów, sztafecie szwedzkiej (kobiet i mężczyzn), sztafecie 3 × 1000 metrów i olimpijskiej (mężczyzn) odbyła się 16 października we Wrocławiu. Mężczyźni startowali w sztafecie szwedzkiej 400+300+200+100 metrów i olimpijskiej 800+400+200+100 metrów, a kobiety w sztafecie szwedzkiej 200+100+80+60 metrów.

### Mężczyźni
| Konkurencja                | 1. miejsce                                                                 | Rezultat | 2. miejsce                                                                             | Rezultat | 3. miejsce                                                                | Rezultat |
| Sztafeta 4 × 200 m         | Budowlani Gdańsk Henryk Mach Gerard Mach Jerzy Rabenda Stanisław Iwanowski | 1:33,9   | Warta Poznań Rajmund Sporny Marian Ohnsorge Zbyszko Zagacki Zenon Matuszek             | 1:35,8   | [ 3 ]                                                                     |          |
| Sztafeta 400+300+200+100 m | Budowlani Gdańsk Henryk Mach Stanisław Iwanowski Jerzy Rabenda Gerard Mach | 2:03,4   | Ogniwo Warszawa Stanisław Dąbrowski Aleksander Ogłoblin Maciej Piwowarski Jan Bukowski | 2:06,6   | AZS Wrocław Stefan Dziel Tadeusz Burka Dominik Sucheński Stefan Konieczny | 2:07,7   |
| Sztafeta 800+400+200+100 m | Budowlani Gdańsk Henryk Mach Stanisław Iwanowski Jerzy Rabenda Gerard Mach | 3:22,9   | Warta Poznań Tadeusz Bartecki Włodzimierz Kiełczewski Marian Ohnsorge Rajmund Sporny   | 3:33,5   | AZS Wrocław Górnik Stefan Konieczny Ryszard Błaszyński Tadeusz Burka      | 3:34,7   |
| Sztafeta 3 × 1000 m        | Warta Poznań Zbigniew Orywał Tadeusz Bartecki Włodzimierz Kiełczewski      | 7:55,6   | Ogniwo Warszawa Jan Staniszewski Zygmunt Kuraś Roman Czajkowski                        | 8:03,1   | Spójnia Wrocław Czesław Kuśmirek Mieczysław Długoborski Czesław Kurzydło  | 8:29,0   |

### Kobiety
| Konkurencja              | 1. miejsce                                                                             | Rezultat | 2. miejsce                                                            | Rezultat | 3. miejsce                                                           | Rezultat |
| Sztafeta 4 × 200 m       | Budowlani Gdańsk Halina Czeszko Honorata Gutkowska Elżbieta Bunikowska Elżbieta Bocian | 1:59,2   | LZS Żurawica Rita Milewska Teresa Golanka Pelagia Wójcik Helena Jucha | 1:59,5   | AZS Wrocław Danuta Górecka Helena Dziś Jadwiga Mazur Wanda Machowska | 2:00,0   |
| Sztafeta 200+100+80+60 m | Budowlani Gdańsk Halina Czeszko Elżbieta Bunikowska Honorata Gutkowska Elżbieta Bocian | 1:01,9   | LZS Żurawica Rita Milewska Teresa Golanka Pelagia Wójcik Helena Jucha | 1:02,6   | AZS Wrocław Jadwiga Mazur Helena Dziś Wanda Machowska Danuta Górecka | 1:02,6   |